# George Willard
George Willard, född 20 mars 1824 i Bolton i Vermont, död 26 mars 1901 i Battle Creek i Michigan, var en amerikansk politiker (republikan). Han var ledamot av USA:s representanthus 1873–1877.
Willard efterträdde 1873 Austin Blair i representanthuset och efterträddes 1877 av Jonas H. McGowan.
Willard är begravd på Oak Hill Cemetery i Battle Creek i Michigan.